# Porsche Tennis Grand Prix 1986
Porsche Tennis Grand Prix 1986 — жіночий тенісний турнір, що проходив на закритих кортах з твердим покриттям у Фільдерштадті (Західна Німеччина).в рамках Туру WTA 1986. Турнір відбувся вдев'яте і тривав з 13 до 19 жовтня 1986 року. Перша сіяна Мартіна Навратілова здобула титул в одиночному розряді.

## Фінальна частина

### Одиночний розряд
Мартіна Навратілова —  Гана Мандлікова 6–2, 6–3

### Парний розряд
Мартіна Навратілова /  Пем Шрайвер  —  Зіна Гаррісон /  Габріела Сабатіні 7–6(7–5), 6–4